# Maison Calvin
Pour les articles homonymes, voir Calvin.
La maison Calvin (en hongrois : Kálvin-ház), auparavant maison Herner (Herner-ház) est un édifice situé à Eger. Il abrite le centre culturel réformé de la ville.